# ألفريدو غالان
ألفريدو غالان (بالإسبانية: Alfredo Galán postura del perrillo)‏ هو قاتل متسلسل إسباني، ولد في 5 أبريل 1978 في بورتولانو في إسبانيا.